# Ruth Svedberg
Ruth Augusta Svedberg, född 14 april 1903 i Gällivare, död 27 december 2002 i Göteborg, var en svensk friidrottare i främst diskus men även spjut, slungboll och olika löpgrenar, och anses vara en av svensk friidrotts kvinnliga föregångare. Hon tog Sveriges första dammedalj i friidrott i ett OS då hon vann brons i diskus 1928 i Amsterdam med ett kast på 35,92 meter. Vid detta OS, som var det första då kvinnor fick delta, sprang hon även 100 meter och deltog i stafettlaget.
År 1926 deltog hon som en av de starkaste svenska medaljkandidaterna i de andra Kvinnliga Internationella Idrottsspelen i Göteborg. Året efter var hon med och grundade Kvinnliga IK Sport och arbetade i klubben som ledare och tränare under många år, samt vaktade handbollsmålet. Vid den III.e damolympiaden 1930 i Prag blev hon bronsmedaljör i trekamp.
Ruth Svedberg satte 13 officiellt registrerade svenska rekord och tog i SM-sammanhang 22 guld, 14 silver och 7 brons i åtta olika grenar mellan åren 1929 och 1949, vilket gör henne till den svenska kvinnliga idrottare som tagit flest medaljer. Sitt sista SM-guld tog hon då hon gjorde comeback i diskus 1949 med ett personbästa, elva år efter sitt föregående SM-guld. Svedberg är begravd på Östra kyrkogården i Göteborg.